# Biographie des Milarepa
| Tibetische Bezeichnung                          |
| ----------------------------------------------- |
| Wylie-Transliteration: mi la ras pa'i rnam thar |
| Chinesische Bezeichnung                         |
| Vereinfacht: 米拉日巴传                         |
| Pinyin:Milariba zhuan                           |

Die Biographie des Milarepa (tib. Mi-la-ras-paʼi rnam-thar) bzw. Milarepa-Biographie ist eine berühmte tibetische Milarepa-Biographie, die von Tsang Nyön Heruka Sanggye Gyeltshen (gtsang smyon he ru ka sangs rgyas rgyal mtshan; 1452–1507) bzw. kurz Tsang Nyön Heruka, dem „heiligen Narr von Tsang“ verfasst wurde.

## Kurzeinführung
Milarepa (1040–1123) ist eine bekannte Figur unter den tibetischen Buddhisten, der wohl berühmteste Yogi Tibets. Er wird als Zauberer, Einsiedler, Dichter und Mystiker, der wohl bekannteste und beliebteste »heilige Mann« Tibets geschildert. Die Biographie selbst ist gleichzeitig auch eine Fundgrube für die Praxis des Sutra und Tantra. Das Jahr 1495 wird als das Jahr der Abfassung der Biographie angegeben.
Milarepa war ein direkter Schüler von Marpa, dem Vorfahren der zweiten Generation der Kagyü-Schule des tibetischen Buddhismus, und ein berühmter buddhistischer Gelehrter und Asket.
Milarepa war ein konsequenter Mönch, der den Buddhismus hochhielt. Er hielt sich sein ganzes Leben lang an die buddhistischen Gebote und Regeln, zog sich in die Berge und Wälder zurück, widmete sich der Enthaltsamkeit und erlangte beachtliche Leistungen in buddhistischen Studien.

Insbesondere seine Entbehrungen waren beispiellos, und im Extremfall 

„aß er jeden Tag wilde Brennnesseln, um seinen Hunger zu stillen, seine Kleidung war zerlumpt und bedeckte seinen Körper nicht mehr, sein Fleisch war erschöpft und sein Skelett glich einem Stück Brennholz, und sein Haar und seine Poren wurden grün, weil er Brennnesseln aß“

Das biographische Werk zum Leben von Milarepa ist eine der beliebtesten Geschichten des tibetischen Volkes und ein großes literarisches Beispiel für das kontemplative Leben. Die Biografie kann als eine persönliche und bewegende Einführung in den tibetischen Buddhismus und zugleich als ein detaillierter Leitfaden für die Suche nach Befreiung gelesen werden. Es werden darin die Suche nach Läuterung und Buddhaschaft in einem einzigen Leben geschildert, und der Weg eines großen Sünders nachgezeichnet, der ein großer Heiliger wurde. Die Erzählung spiegelt das religiöse und soziale Leben im mittelalterlichen Tibet wider.
Die Biographie wurde wiederholt ins Mongolische übersetzt und auch in verschiedene andere Sprachen. W. Y. Evans-Wentz (1878–1965) hat diese Beschreibung von seinem Guru Lama Kazi Dawa Samdup (1868–1922) empfangen und dem westlichen Leser zugänglich gemacht. Die von Evans-Wentz herausgegebene populäre englische Ausgabe wurde auch weiter ins Deutsche übersetzt.
Erst in neuerer Zeit entstand eine vollständige direkte Übersetzung aus dem Tibetischen ins Chinesische, davor gab es nur eine Übersetzung aus dem Englischen ins Chinesische, die weit vom tibetischen Originaltext entfernt war. Es gibt auch Übersetzungen ins Japanische, Französische und verschiedene weitere Sprachen. Die Geschichte von Milarepa ist nicht nur im tibetischen Gebiet weit verbreitet, sondern wird auch in akademischen Kreisen außerhalb geschätzt.
Dem chinesischen Tibetologen und Professor an der Zentralen Nationalitäten-Universität Wang Yao (1928–2015) zufolge liegt der Wert des Buches im Folgenden (in deutscher Übersetzung):

„Einerseits können wir durch das tragische Schicksal von Milarepas Familie die soziale Realität des tibetischen Gebietes zu jener Zeit erforschen, und es ist ein wertvolles Material für das Studium des sozialen, politischen, wirtschaftlichen, religiösen und Lebens des tibetischen Ü-Tsang-Gebietes vor der Yuan-Dynastie; andererseits, da dieses Buch in umgangssprachlicher Form erzählt wird, hat die Sprache starke Merkmale der Zeit, und es ist ein lebendiges Material für das Studium der tibetischen Sprache zu jener Zeit.“

Von Tsang Nyön Heruka, dem Verfasser der Milarepa-Biographie stammt auch eine bekannte Biographie Marpas des Übersetzers (mar pa lo tsa ba'i rnam thar).